# Xoridesopus verticalis
Xoridesopus verticalis là một loài tò vò trong họ Ichneumonidae.